# Еве (мова)
Еве (самоназва: Ɛʋɛgbè — мова нігеро-конголезької макросім'ї, поширена в Гані, Того і Беніні (у перших двох вона широко викладається в школах, хоча і не має офіційного статусу). Кількість носіїв — близько 5 млн людей.
Еве належить до групи гбе, яку традиційно включали до сім'ї ква, а в наш час[коли?] пропонують перемістити в вольта-нігерські мови. Група гбе поширена від сходу Гани до заходу Нігерії. Серед інших мов гбе слід згадати фон і аджа.
Як і інші мови групи гбе, еве — тональна мова.

## Фонетика

### Приголосні
|              | Губно-губні | Губно-губні | Губно-зубні | Губно-зубні | Альвеолярні | Альвеолярні | Ретрофлексні | Ретрофлексні | Піднебінні | Піднебінні | Задньопіднебінні | Задньопіднебінні | Піднебінні огублені | Піднебінні огублені | Гортанні |
| ------------ | ----------- | ----------- | ----------- | ----------- | ----------- | ----------- | ------------ | ------------ | ---------- | ---------- | ---------------- | ---------------- | ------------------- | ------------------- | -------- |
| Вибухові     | p           | b           |             |             | t           | d           |              | ɖ            |            |            | k                | ɡ                | k͡p                  | ɡ͡b                  |          |
| Африкати     |             |             |             |             | ʦ           | ʣ           |              |              |            |            |                  |                  |                     |                     |          |
| Носові       |             | m           |             |             |             | n           |              |              |            | ɲ          |                  | ŋ                |                     |                     |          |
| Фрикативні   | ɸ           | β           | f           | v           | s           | z           |              |              |            |            | x                | ɣ                |                     |                     | h        |
| Напівголосні |             |             |             |             |             | l           |              |              |            | j          |                  |                  |                     | w                   |          |

Носові приголосні [m, n, ɲ, ŋ] не мають фонематичного статусу, оскільки вони є алофоном інших приголосних у поєднанні з носовими голосними.
Еве — одна з небагатьох мов, де протиставляються [f] і [ɸ], [v] та [β], які в інших мовах розглядаються як алофони.

### Голосні
|               | Передній ряд | Задній ряд |
| ------------- | ------------ | ---------- |
| Закриті       | i, ĩ         | u, ũ       |
| Напівзакриті  | e            | o          |
| Напіввідкриті | ɛ, ɛ         | ɔ, ɔ       |
| Відкриті      | a, ã         | a, ã       |

У деяких діалектах еве в Гані є додаткові голосні /ə/ і /ə/.

## Писемність
Абетка мови еве побудована на основі латиниці.
| A a | B b | D d | Ɖ ɖ | Dz dz | E e | Ɛ ɛ | F f | Ƒ ƒ | G g | Gb gb | H h |
| --- | --- | --- | --- | ----- | --- | --- | --- | --- | --- | ----- | --- |
| /a/ | /b/ | /d/ | /ɖ/ | /d͡z/  | /e/ | /ɛ/ | f/  | /ɸ/ | /g/ | /ɡ͡b/  | /h/ |

| Ɣ ɣ | X x | I i | K k | Kp kp | L l | M m | N n | Ny ny | Ŋ ŋ | O o |
| --- | --- | --- | --- | ----- | --- | --- | --- | ----- | --- | --- |
| /ɣ/ | /x/ | /i/ | /k/ | /k͡p/  | /l/ | /m/ | /n/ | /ɲ/   | /ŋ/ | /o/ |

| Ɔ ɔ | P p | R r | S s | T t | Ts ts | U u | V v | Ʋ ʋ | W w | Y y | Z z |
| --- | --- | --- | --- | --- | ----- | --- | --- | --- | --- | --- | --- |
| /ɔ/ | /p/ | /r/ | /s/ | /t/ | /t͡s/  | /u/ | /v/ | /β/ | /w/ | /j/ | /z/ |

- Носові голосні передаються написанням тильди ( ◌̃ ) на відповідною буквою для голосного: ã [ã], ẽ [ẽ], ɛ̃ [ɛ̃], ĩ [ĩ], õ [õ], ɔ̃ [ɔ̃], ũ [ũ].
- Довгі голосні передаються подвоєнням букв для голосних[3].
- Тони передаються шляхом простановки над буквами для голосних діакритичних знаків: акут ( ´ ) — високий тон; гравіс ( ` ) — низький; макрон ( ̄ ) — середній. Може також використовуватись циркумфлекс ( ˆ ) і гачек ( ˇ ). Як правило, тони ставляться лише в словах, що потребують уточнення значення. Але в словах mí (ми), wó (вони), wò (ви) тони позначаються обовʼязково[4].

## Синтаксис
Звичайний порядок слів — Subject Verb Object. У конструкціях приналежності назва власника передує назві власності. Прикметники, числівники, вказівні та відносні займенники слідують за основним іменником.
У мові еве є багата система серійних дієслівних конструкцій (див. Ansre 1961).